# 타인에게 말 걸기
《타인에게 말 걸기》는 2001년 10월 5일에 MBC에서 방영한 베스트극장이다.

## 등장 인물

### 주요 인물
- 임호 : 영준 역
- 신소미 : 정혜주 역
- 박형재 : 석호 역 - 영준의 친구
- 홍충민 : 시원 역 - 영준의 애인, 혜주의 동창

### 그 외 인물
- 김동주
- 최용민
- 조재혁
- 김용희
- 양지선
- 최윤정
- 백종헌
- 김신일
- 손민경
- 송성희
- 이정민